# The Real Group

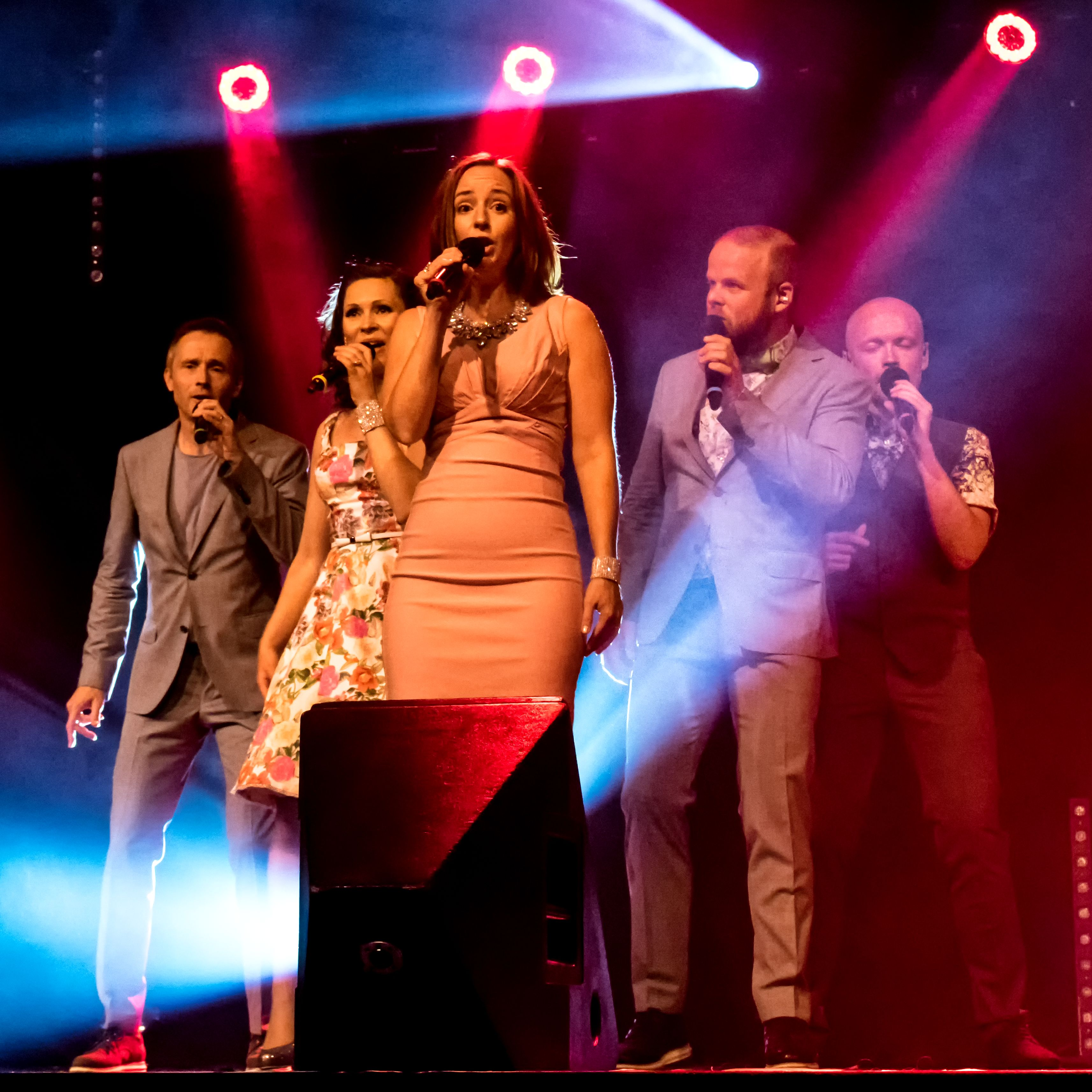
Zelt-Musik-Festival 2016 Freiburg, Německo

The Real Group je profesionální švédský vokální (a capella) kvintet.

## Členové
- soprán Emma Nilsdotter
- alt Katarina Henryson
- tenor Anders Edenroth,
- baryton Morten Vinther Sørensen
- bas Anders Jalkéus

## Repertoár
Skupina si většinu repertoáru aranžuje do vokální podoby sama - V repertoáru nalezneme jazzové standardy, švédské žalmy (album Stämning), nebo původní písně. Repertoár je zpíván švédsky a anglicky, některé písně jsou beze slov.

## Diskografie
- 1987 – Debut
- 1989 – Nothing but The Real Group
- 1991 – Röster
- 1994 – Varför får man inte bara vara som man är?
- 1995 – Unreal (určeno pro americký trh)
- 1996 – Ori:ginal
- 1997 – Live in Stockholm (ve švédsku jako „jazz:live“)
- 1997 – En riktig jul
- 1998 – One for all
- 2000 – Commonly Unique
- 2001 – Allt det bästa
- 2002 – Stämning
- 2003 – Julen er her
- 2005 – In the Middle of Life
- 2006 – Live at Stockholm Concert Hall (DVD)
- 2009 – The Real Album
- 2012 – The World for Christmas
- 2013 – Live in Japan

## Rozsahy zpěváků
- Margareta Bengtson: od malého f po G3.
- Katarina Henryson: od malého d po C3.
- Anders Edenroth: od malého c po A2.
- Peder Karlsson: od velkého e po C2.
- Anders Jalkéus: od kontra a po G1.